# シュルエテレラ
シュルエテレラ（学名：Schlueterella）は、後期白亜紀の後期チューロニアン - カンパニアン期の海に生息していた、ディプロモセラス科に属する異常巻きアンモナイトの属。ネオクリオセラスの亜属として扱われることもあるほど形態が類似しており、肋上に発達した4列の突起を持つ。ネオクリオセラス属から進化したと考えられている。

## 記載と命名
シュルエテレラ属はカンパニアン階から1872年に既に記載されていたAnisoceras pseudoarmatumを模式種として、1899年に記載されていたS. kossmatiと共にWiedmannが1962年に提唱した。1969年にはマダガスカルの下部カンパニアン階からS. tenuiannulatumとS. denseornatum、1976年にはS. compressus、1984年には北太平洋域からS. kawadaiが記載された。ネオクリオセラス属の亜属として扱われることもあるが、Matsumoto et.al. (1986) では独立属として扱うべきであると論じられている。
2019年にはメキシコのコアウイラ州北部の最上部チューロニアン階から新種S. stinnesbeckiが報告された。本種はシュルエテレラ属の生息期間を大きく伸ばしており、ネオクリオセラス属から分岐した直後の種であると考察されている。後の種に見られる棒状のシャフト部分に繋がり得る特徴が既に本種には見られているほか、後の種ほど肋や突起が増加する進化を遂げたことが本種から示唆されている。同属内ではS. compressumが最も近い形状であるとされる。
なお本属の種の情報には出典によって食い違いが見られる。Matsumoto et.al.(1986)ではS. pseudoarmatumの産地はドイツとされている一方、Ifrim(2019)ではスペインとされている。またIfrim(2019)では1972年に別属として記載されたドイツ産の種S. paderbornenseが紹介されている。さらにS. compressumについてもMatsumoto et.al.(1986)では南アフリカ共和国のサントニアン階から産出したとされている一方、Ifrim(2019)では南アフリカ共和国・マダガスカル・西部ヨーロッパ・アメリカ合衆国（ワイオミング州およびカリフォルニア州）・日本で中部コニアシアン階 - 基底カンパニアン階から産出しているとされている。

## 特徴
トロンボーンやゼムクリップに喩えられるポリプチコセラスやディプロモセラスと同様に、殻は棒状のシャフト部とU字型のターン部分から構成されている。殻の表面には4列の棘状の突起が肋上に生えて並んでいるが、その生え方は種によって差異が見られる。S. pseudoarmatumでは二重肋の上に突起が生え、S. kawadaiでも周期的に間隔を置いて生えているが、S. kosmatiでは主要な単肋あるいは全ての肋上に突起が生えている。この放射状に生えた突起は天敵からの防御に役立ったと考えられている。なお殻表面の特徴はネオクリオセラスと類似しているため断片的な化石では見分けがつかないこともあり、Matsumoto (1977) で報告された未定種のネオクリオセラスはシュルエテレラであると考えられている。
成長段階初期におけるS. pseudoarmatumとS.kawadaiの殻の形状は判明していない。

## 系統関係
シュルエテレラ属の系統的起源は明らかになっていない。Matsumoto et.al. (1986)ではシュードオキシベロセラスがネオクリオセラスよりも本属に近縁な可能性と、レウイテスが本属から派生した可能性が提唱されている。

### 分布
アメリカ合衆国、南アフリカ共和国、マダガスカル、日本など幅広く産出が知られている。日本やその付近においては北海道の天塩山地や宗谷丘陵、南樺太島（クラスノヤルカ累層）などで産出しており、Metaplacenticeras subtilistriatum帯内にS. kawadaiの化石亜帯が確認されている。S. kawadai亜帯はShigeta(1992)では上部カンパニアン階、Shigeta and Izukura(2018)では中部カンパニアン階とされている。